# Novoiljinskij

Novoiljinskij (ryska: Новоильи́нский) är en ort i Nytvenskij rajon i Perm kraj i Ryssland. Den ligger på floden Kamas östra strand och hade 3 533 invånare i början av 2015.
Novoiljinskij fick ortsrättigheter 1942.